# 淡水街道
淡水街道是中國广东省惠州市惠阳区下辖的一个街道，原为淡水镇。全区总面积83平方公里，其中城区面积18平方公里，人口为18万人。是惠阳区政府驻地，是惠阳区政治、经济和文化中心。
1949年底至1950年4月间，惠阳县政府曾短暂的设于淡水镇。1990年，惠阳县城由惠州市区迁至淡水镇。当年，以澳头镇、霞涌镇和淡水镇西部设立大亚湾工业区，即今大亚湾经济技术开发区。

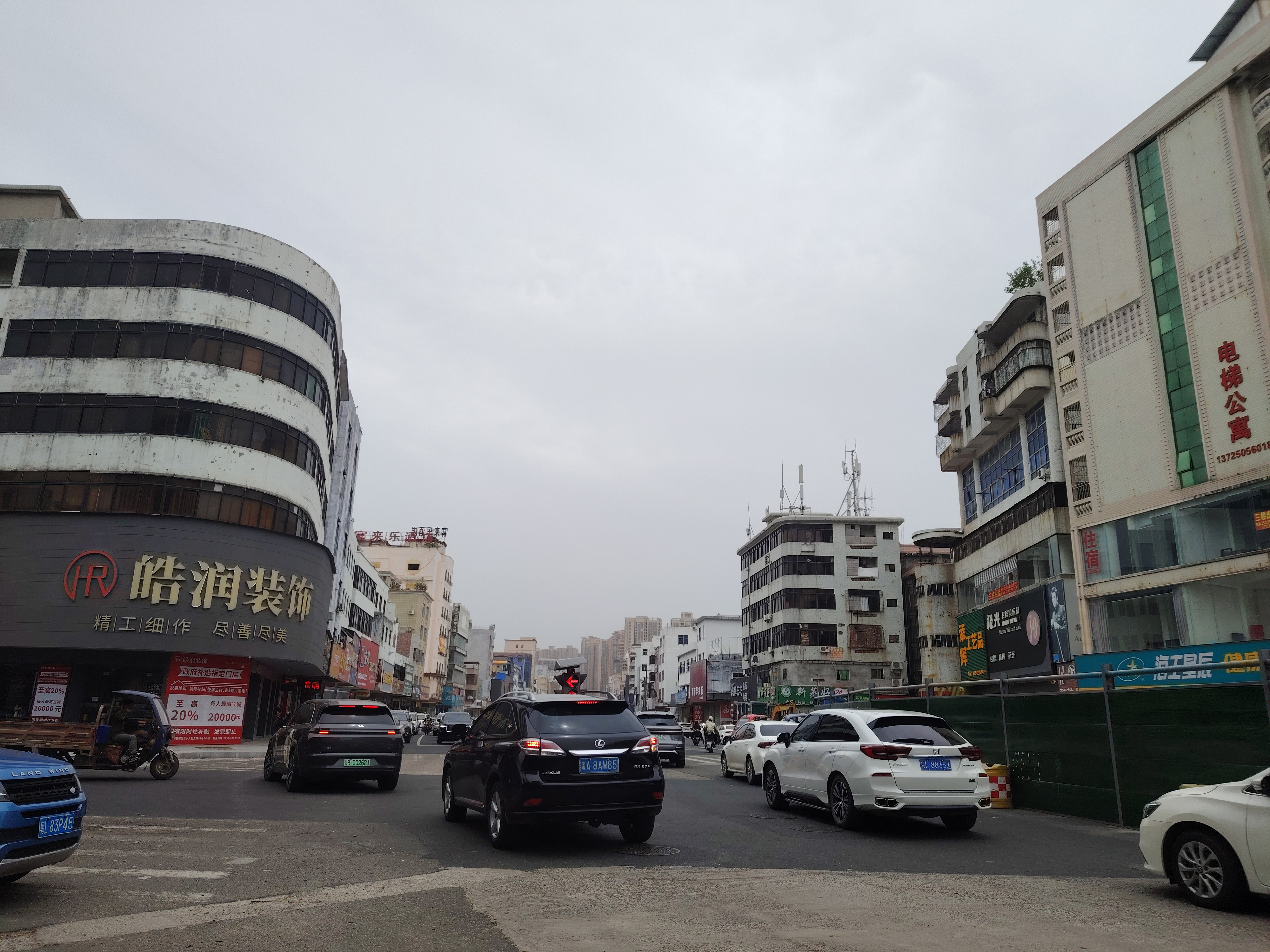
淡水老街区

## 行政区划
现辖：
上塘社区、东风社区、张屋社区、前进社区、红星社区、桥东社区、上圩社区、司前社区、万顺社区、草洋社区、南四社区、松岭社区、坝尾社区、河背社区、排坊社区、大埔社区、白云社区、淡环村、桥背村、土湖村、石桥村、东华村、古屋村、洋纳村和新桥村。

## 交通
- 厦深铁路：惠阳站